# Verwaltungsgericht Berlin

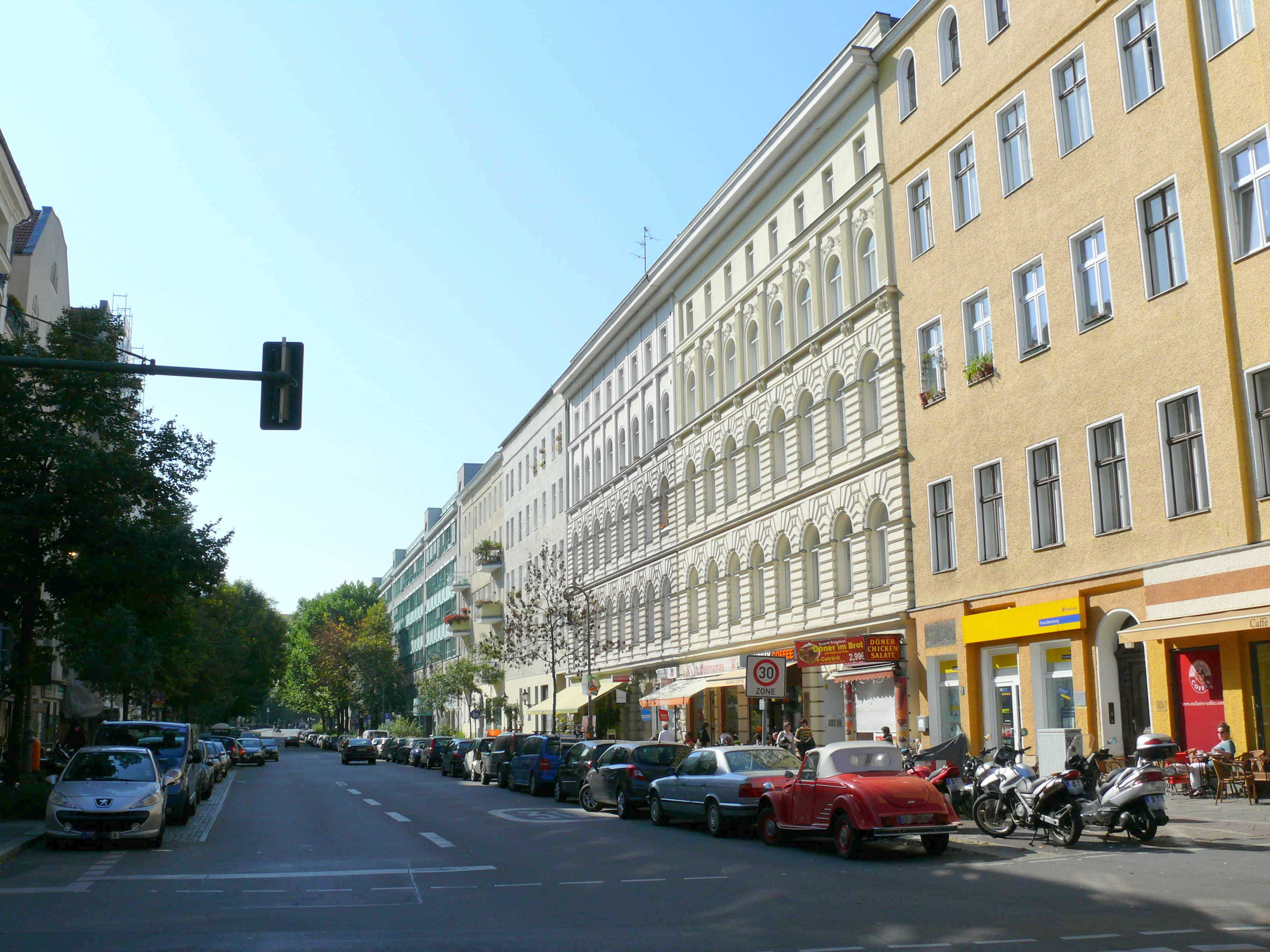
Verwaltungsgericht Berlin im Neubau in der Kirchstraße (hinten rechts im Bild) in Berlin-Moabit.

Das Verwaltungsgericht Berlin ist das einzige Verwaltungsgericht (VG) des Landes Berlin und das größte Verwaltungsgericht Deutschlands.

## Gerichtssitz und -bezirk
Das Verwaltungsgericht Berlin hat seinen Sitz in Berlin. Es ist in der Kirchstraße 7 in Berlin-Moabit nahe der Moabiter Brücke untergebracht. Der Gerichtsbezirk (Zuständigkeit) umfasst das gesamte Gebiet des Bundeslandes. Durch den Dienstsitz des Auswärtigen Amtes im Gerichtsbezirk ist es zusätzlich das erstinstanzliche Gericht für Verwaltungsangelegenheiten deutscher Auslandsvertretungen, z. B. Entscheidungen über die Erteilung von Visa.

## Instanzenzug
Das nächsthöhere Gericht ist das Oberverwaltungsgericht Berlin-Brandenburg, das seinen Sitz ebenfalls in Berlin hat. Diesem ist das Bundesverwaltungsgericht übergeordnet.

## Bekannte Entscheidungen
- Fall Kohl (Rechtsstreit um die Herausgabe von Stasi-Unterlagen über Helmut Kohl)[4][5]
- Fall Bezirksamt Charlottenburg-Wilmersdorf gegen Café Pssst!. Das 2000 ausgesprochene Urteil mit Ungültigerklärung der behördlicherseits ausgesprochenen Konzessionskündigung gilt allgemein als wichtiger Meilenstein auf dem Weg zum aktuellen Prostitutionsgesetz.[6]
- Am 7. März 2008 wurde durch das Gericht der Post-Mindestlohn für rechtswidrig erklärt.[7]
- Am 2. Juni 2025 wurden die Zurückweisungen Asylsuchender für rechtswidrig erklärt; allerdings sei es zulässig das Verfahren nach der Dublin-III-Verordnung an der Grenze durchzuführen.[8]